# Вудридж (Нью-Йорк)
Вудридж (англ. Woodridge) — селище (англ. village) в США, в окрузі Салліван штату Нью-Йорк. Населення — 747 осіб (2020).

## Географія
Вудридж розташований за координатами 41°43′22″ пн. ш. 74°35′4″ зх. д. / 41.72278° пн. ш. 74.58444° зх. д. (41.722699, -74.584519).  За даними Бюро перепису населення США в 2010 році селище мало площу 4,42 км², з яких 4,15 км² — суходіл та 0,27 км² — водойми.

## Демографія
Згідно з переписом 2010 року, у селищі мешкало 847 осіб у 342 домогосподарствах у складі 192 родин. Густота населення становила 191 особа/км².  Було 696 помешкань (157/км²).
Расовий склад населення:
| - 70,7 % — білих - 11,9 % — чорних або афроамериканців - 2,2 % — азіатів - 0,4 % — корінних американців - 0,1 % — вихідців з тихоокеанських островів - 8,6 % — осіб інших рас |

До двох чи більше рас належало 6,0 %. Частка іспаномовних становила 34,6 % від усіх жителів.
За віковим діапазоном населення розподілялося таким чином: 26,8 % — особи молодші 18 років, 59,7 % — особи у віці 18—64 років, 13,5 % — особи у віці 65 років та старші. Медіана віку мешканця становила 34,8 року. На 100 осіб жіночої статі у селищі припадало 105,1 чоловіків;  на 100 жінок у віці від 18 років та старших — 96,2 чоловіків також старших 18 років.
Середній дохід на одне домашнє господарство  становив 46 731 долар США (медіана — 32 426), а середній дохід на одну сім'ю — 63 539 доларів (медіана — 50 114). Медіана доходів становила 43 750 доларів для чоловіків та 33 125 доларів для жінок. За межею бідності перебувало 23,1 % осіб, у тому числі 24,4 % дітей у віці до 18 років та 25,4 % осіб у віці 65 років та старших.
Цивільне працевлаштоване населення становило 316 осіб. Основні галузі зайнятості: освіта, охорона здоров'я та соціальна допомога — 21,8 %, науковці, спеціалісти, менеджери — 16,1 %, роздрібна торгівля — 14,9 %.